# Zeitschrift für Konfliktmanagement
Die Zeitschrift für Konfliktmanagement (kurz ZKM) ist eine interdisziplinäre Fachzeitschrift, die sich mit Konfliktmanagement und Mediation beschäftigt.
Die Zeitschrift wird seit dem Jahr 2000 von der Centrale für Mediation im Verlag Dr. Otto Schmidt herausgegeben. Die Gründung der Zeitschrift reagiert auf eine aktuelle Entwicklung innerhalb der Rechtspraxis, in der zunehmend auf außergerichtliche Vermittlung vor und während juristischer Konflikte gesetzt wird. Die Zeitschrift für Konfliktmanagement versteht sich dabei als Organ der Mediationswissenschaft und -praxis und zeigt aktuelle Entwicklungen in diesem Gebiet auf. Neben meist rechts-, teilweise aber auch z. B. wirtschaftswissenschaftlichen Aufsätzen enthält die Zeitschrift praktische Anwendungshilfen, Problemlösungsvorschläge oder Praxisberichte. Schwerpunkt der Zeitschrift ist das Konfliktmanagement in Deutschland, Österreich und der Schweiz. Die Zeitschrift für Konfliktmanagement erscheint sechsmal im Jahr. Dem Redaktionsbeirat gehören vor allem Wissenschaftler wie Horst Eidenmüller, Ulla Gläßer, Roland Proksch, Angela Mickley, aber auch Praktiker an.